# Dove sognano le formiche verdi
Dove sognano le formiche verdi (Wo die grünen Ameisen träumen) è un film del 1984 diretto da Werner Herzog.
Ambientato nel deserto australiano, riguarda la vicenda di un territorio conteso tra una compagnia mineraria e i nativi aborigeni. La storia si rifà in parte al caso del 1971 "Milirrpum contro Nabalco Pty Ltd", prima grande battaglia legale di questo tipo, e alcuni aborigeni che ne furono protagonisti appaiono in questo film come interpreti.
È stato presentato in concorso al 37º Festival di Cannes.

## Trama
In una zona remota del deserto australiano il geologo Lance Hackett deve eseguire delle trivellazioni per proseguire le sue ricerche per conto di una grande compagnia mineraria. L'area sulla quale la compagnia mineraria ha intenzione di lavorare è però un posto in cui per gli aborigeni "le formiche verdi sognano" e distruggerlo avrà come conseguenza la distruzione dell'umanità.
Posto nelle condizioni di non poter proseguire il suo lavoro, Hackett avvisa la compagnia affinché si trovi una soluzione. La trattativa è difficilissima e a nulla valgono gli sforzi per proseguire gli scavi venendo incontro agli aborigeni. Tra questi il dono di un aereo, per il quale i rappresentanti aborigeni andati in città a trattare avevano mostrato grande apprezzamento.
Il fallimento dei negoziati fa nascere una causa che a sua volta è complicata, tra l'altro, dai problemi di comunicazione dell'unico sopravvissuto di una tribù della quale nessuno conosce la lingua.
Due aborigeni fanno decollare l'aereo donato loro, destinati a cadere poco dopo, e intanto la compagnia mineraria vince la battaglia legale.

## Accoglienza

### Critica
Il film sottolinea come sotto la semplicità nei modi e nelle usanze degli aborigeni si celi in realtà una forma di armonia con gli elementi più profondi della vita umana sulla terra, con le energie vitali che la sottendono e che misteriosamente fanno parte di una consapevolezza, da parte degli aborigeni che stride prepotentemente con la rozzezza dei bianchi. Un esempio toccante e brillante allo stesso tempo si ha nel confronto simbolico tra le due civiltà di cui una, quella occidentale consumistica, sfoggia con orgoglio i propri "gioielli" tecnologici oramai quotidiani: l'ascensore, uno strumento semplice, acquisito e che raramente può guastarsi; ebbene, ogni volta che i capo-tribù degli aborigeni si recano nelle stanze dei dirigenti dell'impresa che intende lottizzare i loro terreni, l'ascensore che li accompagna nei piani alti di un grattacielo di vetro e acciaio, orgoglio della civiltà occidentale, immancabilmente e inspiegabilmente si guasta.

## Distribuzione
In Italia è stato distribuito in DVD dalla Ripley's Home video (con Rintocchi dal profondo e Io sono i miei film) in un'edizione da due dischi.

## Riconoscimenti
- Deutscher Filmpreis
  - Miglior film
  - Miglior fotografia
- Lola al miglior film 1984